# Psallodema fieberi
Psallodema fieberi är en insektsart som först beskrevs av Franz Xaver Fieber 1864.  Psallodema fieberi ingår i släktet Psallodema, och familjen ängsskinnbaggar. Arten är reproducerande i Sverige.